# La Route de Corinthe
La Route de Corinthe is een Franse misdaadfilm uit 1967 onder regie van Claude Chabrol. De film werd in het Nederlandse taalgebied uitgebracht onder de titel Aan een zijden draad.

## Verhaal
Tijdens de Koude Oorlog is er een panne met de Griekse radars van de NAVO. Als een geheim agent op het punt staat om de zaak op te lossen, wordt hij vermoord. Ondanks tegenstand van de inlichtingendienst wil zijn vrouw de klus afmaken.

## Rolverdeling
| Acteur             | Personage   |
| ------------------ | ----------- |
| Jean Seberg        | Shanny      |
| Maurice Ronet      | Dex         |
| Michel Bouquet     | Sharps      |
| Christian Marquand | Robert Ford |
| Saro Urzì          | Khalidès    |
| Romain Gary        | Pope        |
| Steve Eckardt      | Socrate     |
| Paolo Giusti       | Josio       |
| Antonio Passalia   | Moordenaar  |
| Zannino            | Moordenaar  |